# 陂塘 (電視劇)
《陂塘》，2013年台灣偶像劇。由林若亞、丁春誠、唐川、高慧君主演。於2012年10月開拍。將於2013年4月6日於客家電視台上檔。這部客家台繼《神仙谷事件》後，再度推出的原創推理迷你影集，在台灣以偶像劇、本土劇為主流的戲劇市場中，顯得彌足珍貴。

## 播出時間
以下時間以當地時間（台灣時間）為準

### 首播
| 頻道       | 所在地 | 播映日期     | 播出時間     |
| ---------- | ------ | ------------ | ------------ |
| 客家電視台 | 臺灣   | 2013年4月6日 | 每週六 22:30 |

### 重播
| 頻道       | 所在地 | 開播日期       | 重播時間     |
| ---------- | ------ | -------------- | ------------ |
| 客家電視台 | 臺灣   | 2013年4月13日  | 每週六 13:00 |
| 客家電視台 | 臺灣   | 2015年10月31日 | 每週六 21:30 |

## 演員列表

### 主要演員
| 演員   | 角色   | 介紹 |
| 林若亞 | 杜明非 | 29歲，沈著冷靜。 思路清晰，具備敏銳的觀察力和嚴謹的邏輯推理能力， 但心裡承受記憶喪失的痛苦及惡夢的困擾，經常藉酒精麻痺自己。 |
| 丁春誠 | 趙篤信 | 30歲，警察。 表面官僚嚴肅，不苟言笑，其實心思細膩，剛毅正直。 生於警察世家，父親也是警官。                                   |
| 唐川   | 阿祥伯 | 61歲，杜明非舅舅的陂塘莊園的老員工。 親切和藹，熱心善良， 個性謹小慎微，三思而行。                                           |
| 高慧君 | 沈春蘭 | 38歲，旅遊專欄作家。 妖嬌豔麗，看起來比實際年齡年輕許多， 擅長交際，手腕高明。                                               |

### 其他演員
| 演員   | 角色     | 介紹 |
| 童毅軍 | 王貴發   | 60歲，生活優渥的退休公務員。 |
| 吳碧蓮 | 阿茶叔母 | 年齡不詳。 在埤塘附近的大眾廟，幫人觀落陰的靈媒。 陰鬱寡言，經常在埤塘邊徘徊，動機不明。                                         |
| 李辰翔 | 李子臨   | 34歲，電子新貴。 有點宅男個性，喜好生態攝影。 放無薪假前來莊園舒展身心。                                                         |
| 范時軒 | 阿芳     | 22歲，住在莊園的工讀生。 個性活潑直率，熱心單純，但容易緊張，膽子小。 是個推理小說迷，喜歡打聽客人八卦，常常有許多無俚頭的想法。 |
| 許時豪 | 曹晃     | 32歲，銀行員工。 沈默寡言，冷漠孤僻，有嚴重的潔癖。 在莊園時深居簡出，極少與人打交道。                                           |
| 吉祥   | 小范     | 28歲，房屋仲介。 為了考房仲證照來到莊園，閉關苦讀。 貪婪急躁，好逸惡勞，自命風流，頭腦簡單。                                     |

### 客串演出
| 演員 | 角色 | 介紹 | 登場集數 |

## 電視劇歌曲
| 曲別   | 歌名       | 演唱者 | 作詞                                     | 作曲                  |
| 片頭曲 | 月光在跳舞 | 陳慧如 | Mikhail Matusovsky(俄) 謝宇威 徐智俊(客) | Vasily Solovyov-Sedoi |
| 片尾曲 | 盲神來了   | 陳永淘 | 陳永淘                                   | 陳永淘                |

## 製作團隊
- 製作人：唐川 張晉榮 丁道祥
- 編　劇：丁道祥
- 導　演：張晉榮
- 製作公司：愛客家說唱表演團
- 攝影指導：李鳴
- 燈光指導：許世明

## 新聞
- 林若亞旱鴨子演活溺水 血汗錢歹賺 （页面存档备份，存于）
- 愛貓客串演戲 高慧君樂當星媽

## 外部連結
- 客家電視台《陂塘》官方網站 （页面存档备份，存于）
- 客家電視官方Facebook （页面存档备份，存于）
- 客家電視電影院 - 陂塘 預告#通版 （页面存档备份，存于）
- 客家電視電影院 - 陂塘 預告#杜明非篇 （页面存档备份，存于）
- 客家電視電影院 - 陂塘 預告#趙篤信篇 （页面存档备份，存于）
- 客家電視電影院 - 陂塘 預告#阿祥伯篇 （页面存档备份，存于）
- 客家電視電影院 - 陂塘 預告#沈春蘭篇 （页面存档备份，存于）
- 客家電視電影院 - 陂塘 預告#阿芳篇 （页面存档备份，存于）

## 作品的變遷
| 臺灣 客家電視台 【客家電視電影院】每週六 22:30播出 | 臺灣 客家電視台 【客家電視電影院】每週六 22:30播出 | 臺灣 客家電視台 【客家電視電影院】每週六 22:30播出 |
| -------------------------------------------------- | -------------------------------------------------- | -------------------------------------------------- |
|                                                    | 陂塘 （2013.04.06-2013.04.27）                     |                                                    |
| 神秘列車 （2013.03.30）                            | 日光天堂 （2013.05.04）                            |                                                    |